# Reithrodon
A Reithrodon az emlősök (Mammalia) osztályának rágcsálók (Rodentia) rendjébe, ezen belül a hörcsögfélék (Cricetidae) családjába tartozó nem.

## Rendszerezés
A nembe az alábbi 2 faj tartozik:
- Reithrodon auritus Fischer, 1814
- Reithrodon typicus Waterhouse, 1837 - típusfaj